# Cordun
Cordun es una comuna ubicada en el distrito de Neamț, Rumania.

## Superficie
Posee una superficie de 42,33 kilómetros cuadrados.

## Demografía
Hasta 2021 la población era de 6842 habitantes, con una densidad de población de 161,6 habitantes por kilómetro cuadrado.